# Bonifacio Álvarez
Bonifacio Álvarez fue un político peruano, activo durante el período de la  independencia.
Fue diputado de la República del Perú por la provincia de Quispicanchi en 1832 durante el primer gobierno del Mariscal Agustín Gamarra.
En 1836 fue diputado por el departamento de Puno en la Asamblea de Sicuani que decretó la independencia del Estado Sud-Peruano.